# Solenopsis georgica
Solenopsis georgica é uma espécie de formiga do gênero Solenopsis, pertencente à subfamília Myrmicinae.